# Fredrik von Otter
Fredrik Wilhelm von Otter (født 11. april 1833 i Fägred, Skaraborgs län, Sverige, død 9. marts 1910 i Karlskrona) var en svensk friherre, søofficer og politiker, der var Sveriges statsminister fra 1900 til 1902.